# Lepus hainanus
La liebre de Hainan (Lepus hainanus) es una especie de mamífero lagomorfo de la familia Leporidae endémica de la isla de Hainan (China).
Es un animal pequeño de menos de 40 cm de largo, y solo pesa 1,5 kg. Su cabeza es pequeña y redonda. Tiene unas orejas tan largas que son más largas que las patas posteriores. La parte superior de la cola es negra, mientras que la inferior es blanca. Tiene un pelaje más colorido que la mayoría de liebres: la espalda es castaña, blanca y negra; el vientre es blanco; los costados son una mezcla de amarillo y blanco parduzco; y las patas son de color castaño oscuro.